# Nitrica
Nitrica és un poble i municipi d'Eslovàquia que es troba a la regió de Trenčín. La primera menció escrita de la vila es remunta al 1113.

## Demografia
| Godina             | 1994 | 2004   | 2014   | 2024   |
| ------------------ | ---- | ------ | ------ | ------ |
| Nombre de persones | 1219 | 1260   | 1223   | 1151   |
| Diferència         |      | +3,36% | −2,93% | −5,88% |

| Godina             | 2023 | 2024   |
| ------------------ | ---- | ------ |
| Nombre de persones | 1166 | 1151   |
| Diferència         |      | −1,28% |